# Aperileptus tricinctus
Aperileptus tricinctus là một loài tò vò trong họ Ichneumonidae.